# إيلين جود
إيلين ماري فلورنس جود (بالإنجليزية: Eileen Mary Florence Good )‏ (من مواليد 1893- تُوفيت عام 1986) وهي مهندسة معمارية أسترالية ومربية. كانت أول أكاديمية للهندسية المعمارية في أستراليا وأول امرأة تخرجت من الهندسة المعمارية في جامعة ملبورن.

## حياتها
بدأت إيلين جود مسيرتها المهنية في الهندسة المعمارية في عام 1912 في شركة الهندسة المعمارية في ملبورن وتاغو. أصبحت إيلين جود ثالث امرأة تتسجل في دبلومة الهندسة المعمارية بجامعة ملبورن ، وفي عام 1920 أكملت دراستها كأول خريجة في الدورة التدريبية. وفي عام 1920 تم توظيفها من قبل المهندس المعماري ف.لويس كلينجندر وفي العام نفسه ، أصبحت أول عضوة في المعهد الملكي الفيكتوري للمهندسين المعماريين.
في عام 1924 ، تم توظيف إيلين جود في جامعة ملبورن، مما جعلها أول موظفة بدوام كامل في قسم هندسة العمارة بالجامعة، وأول أنثى أكاديمية معمارية أسترالية وأول مطورة للمكتبة المعمارية في الجامعة. تم تعيين إيلين جود في كمحاضرة في الجامعة في عام 1946 واستمرت في العمل في جامعة ملبورن حتى تقاعدها في عام 1962.

## جوائز
في عام 2004 ، كرمت حكومة إقليم العاصمة الأسترالية إيلين غود وذلك من خلال تسمية شارع باسمها في ضاحية غرينواي في كانبرا.

## وصلات خارجية
- Eileen Good (1893-1986), The Encyclopedia of Women and Leadership in Twentieth-Century Australia
- 'Good, Eileen', The Australian Women's Register, National Foundation for Australian Women
- Exhibition: 'Building the Future', National Pioneer Women's Hall of Fame Alice Springs